# Liste des sites et monuments classés de la wilaya d'Annaba
Cet article présente une liste des sites et monuments classés de la wilaya d'Annaba, en Algérie.

## Liste
| Id   | Identification du bien                                                            | Datation           | Commune | Coordonnées    | Catégorie du classement                     | Mesures et date de protection | Date de publication au Journal Officiel | Illustration |                       |
| ---- | --------------------------------------------------------------------------------- | ------------------ | ------- | -------------- | ------------------------------------------- | --- | --------------------------------------- | ------------ | --------------------- |
| 23-1 | Citadelle, le Fort des Suppliciés et les Vestiges du Rempart de la Ville d'Annaba | Médiévale          | Annaba  | à géolocaliser | Classé                                      | Classés parmi les monuments historiques par arrêté du 20/11/1978, après avis favorable de la commission nationale des monuments et sites historiques tenu le 07/04/1976.           | N° 52 du 26/12/1978                     |              | Télécharger une image |
| 23-2 | Citerne d'Hippone                                                                 | Antique            | Annaba  | à géolocaliser | Classé                                      | Classé parmi les sites et monuments historiques en (L.1900), Conformément à l'article 62 de l'ordonnance N° 67-281 du 20/12/1967                                                   | N° 07 du 23/01/1968                     |              | Télécharger une image |
| 23-3 | Djamaa El Bey                                                                     | Médiévale          | Annaba  | à géolocaliser | Classé                                      | Inscrit sur l'inventaire général des biens culturels immobiliers par arrêté du 14/07/2007, après avis favorable de la commission nationale des biens culturels tenu le 12/10/2006. | N° 60 du 26/09/2007                     |              | Télécharger une image |
| 23-4 | Koubba de Sidi Brahim El Mirdassi                                                 | Médiévale          | Annaba  | à géolocaliser | Classé                                      | Inscrit sur l'inventaire général des biens culturels immobiliers par arrêté du 14/07/2007, après avis favorable de la commission nationale des biens culturels tenu le 12/10/2006. | N° 60 du 26/09/2007                     |              | Télécharger une image |
| 23-5 | Mosquée Abou Merouane                                                             | Médiévale          | Annaba  | à géolocaliser | Classé                                      | Classé sur la liste des biens culturels par arrêté du 21/01/2015, après avis conforme de la commission nationale des biens culturels tenu le 14/01/2013.                           | N° 08 du 15/02/2015                     |              | Télécharger une image |
| 23-6 | Ruines d'Hippone                                                                  | Antique            | Annaba  | à géolocaliser | Classé                                      | Classé parmi les sites et monuments historiques en date du 16/07/1952, Conformément à l'article 62 de l'ordonnance N° 67-281 du 20/12/1967                                         | N° 07 du 23/01/1968                     |              | Télécharger une image |
| 23-7 | Eglise Saint Augustin                                                             | Contemporaine      | Annaba  | à géolocaliser | Inscription sur l'inventaire supplémentaire | Inscrit sur l'inventaire supplémentaire Arrêté signé par le wali N° 290 du 09/03/2011                                                                                              | Arrêté non pub au journal officiel      |              | Télécharger une image |
| 23-8 | Vieille ville de Annaba                                                           | Période stratifiée | Annaba  | à géolocaliser | Secteur sauvegardé                          | Créé et délimité en secteur sauvegardé par Décret Exécutif n° 13-186 du 06/05/2013, après avis favorable de la commission nationale des biens culturels tenu le 13/06/2011.        | N° 26 du 15/05/2013                     |              | Télécharger une image |